# Distretto di Chulabhorn
Il distretto di Chulabhorn (in thailandese: จุฬาภรณ์) è un distretto (amphoe) della Thailandia, situato nella provincia di Nakhon Si Thammarat.